# Grande sinagoga (Plzeň)
La Grande Sinagoga (in ceco: Velká Synagoga) sita nella città ceca di Plzeň, è la seconda più grande sinagoga in Europa.

## Storia
L'architetto viennese Fleischer redige il primo progetto della sinagoga, ma tale progetto è respinto dalle autorità cittadine per l'alto costo di realizzazione. Emmanuel Klotz, successivamente redige un nuovo progetto, che viene approvato nel 1889. I lavori iniziano nel 1891 per terminare due anni dopo, con l'inaugurazione dell'edificio il 7 settembre 1893.

## Galleria d'immagini

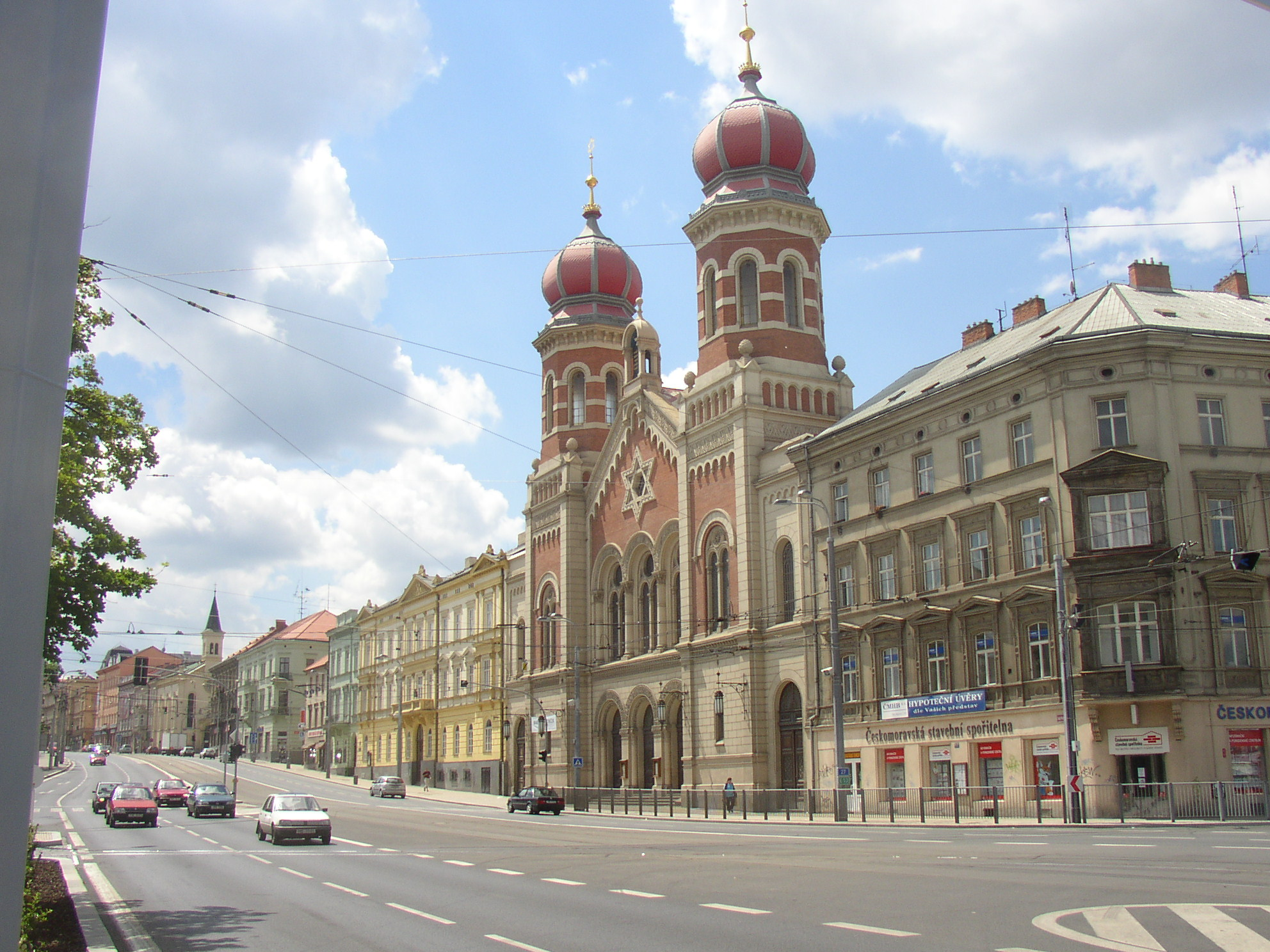
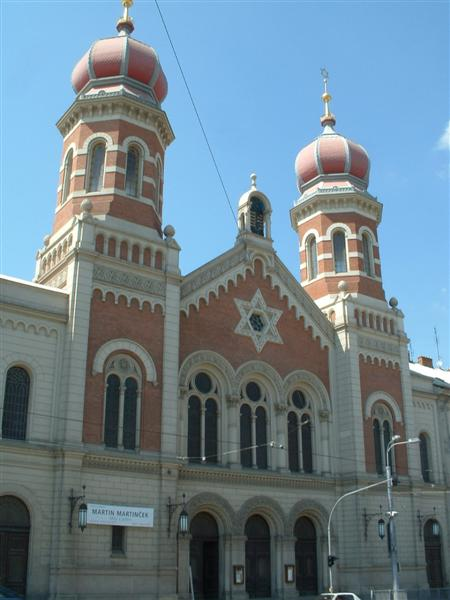
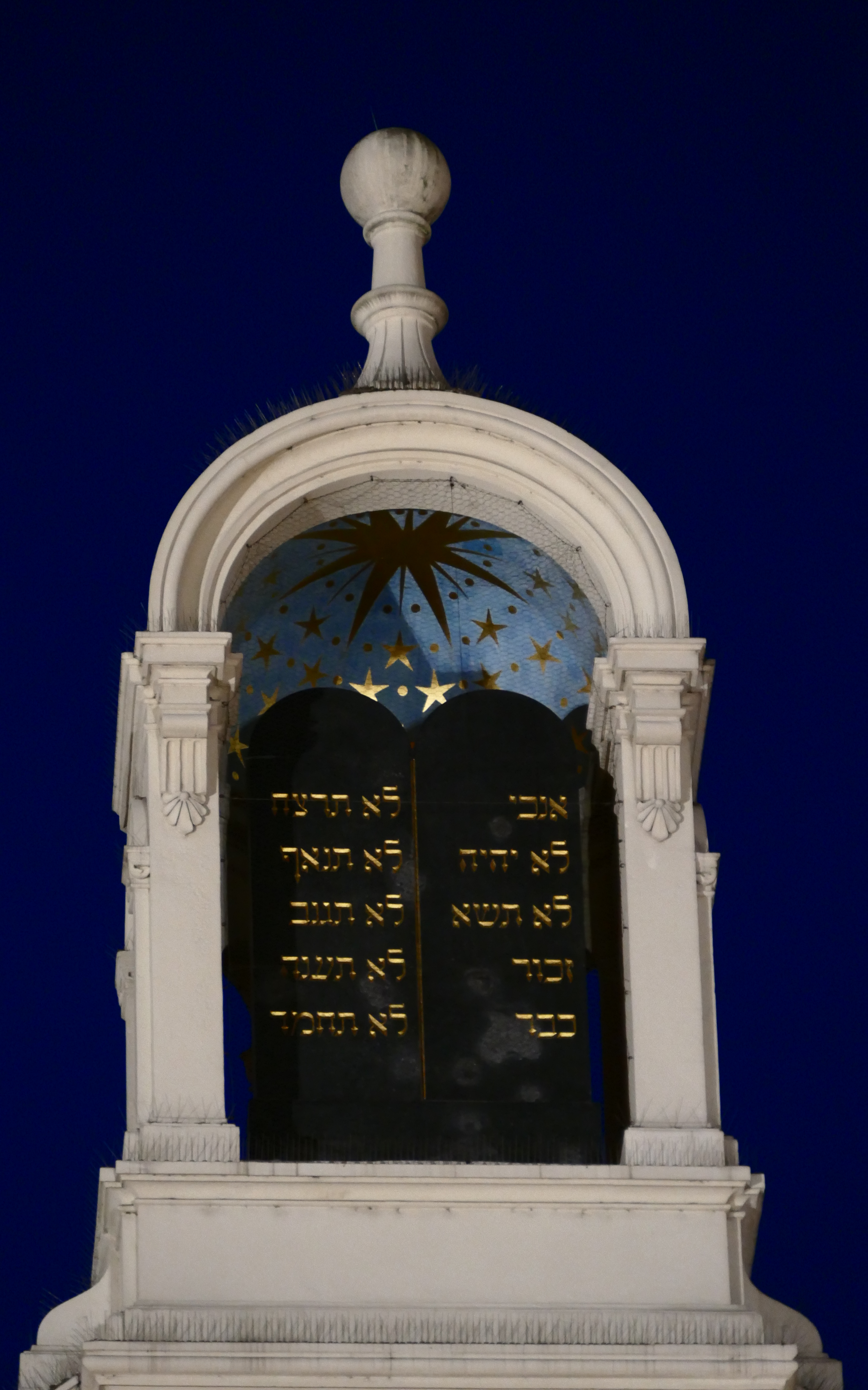
I dieci comandamenti in ebraico sul tetto
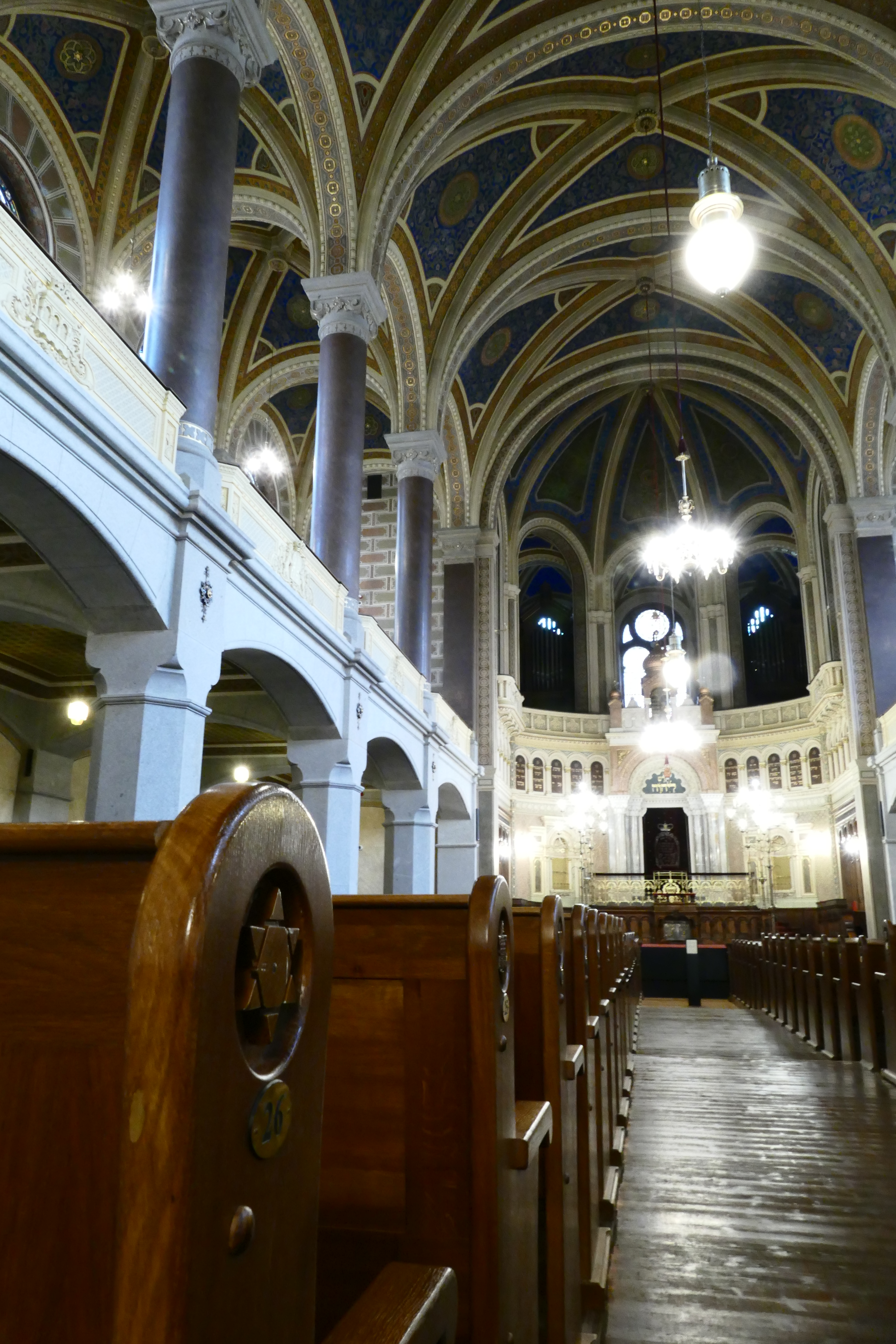
Stella di Davide su una panchina di legno
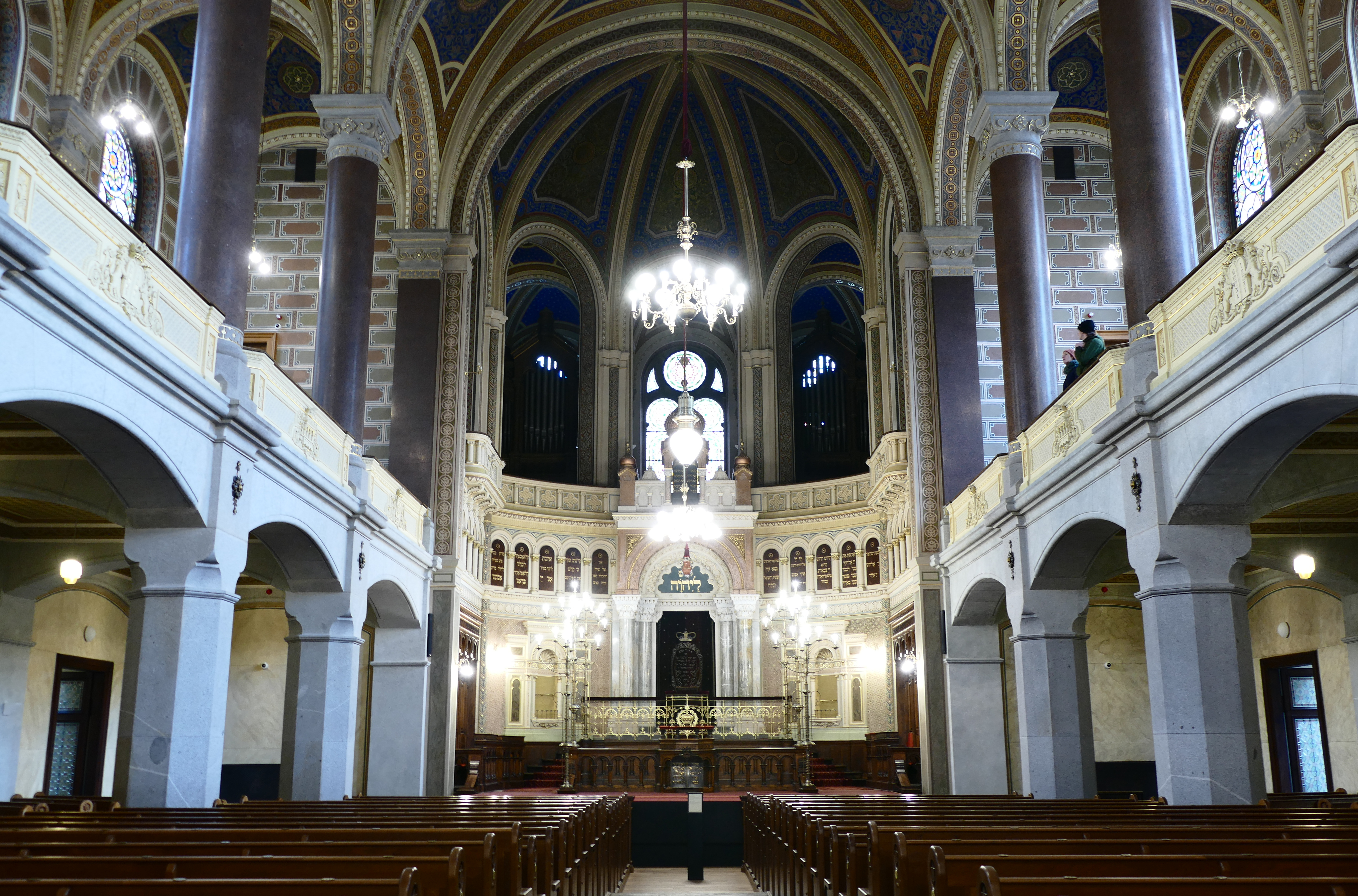
Vista interna
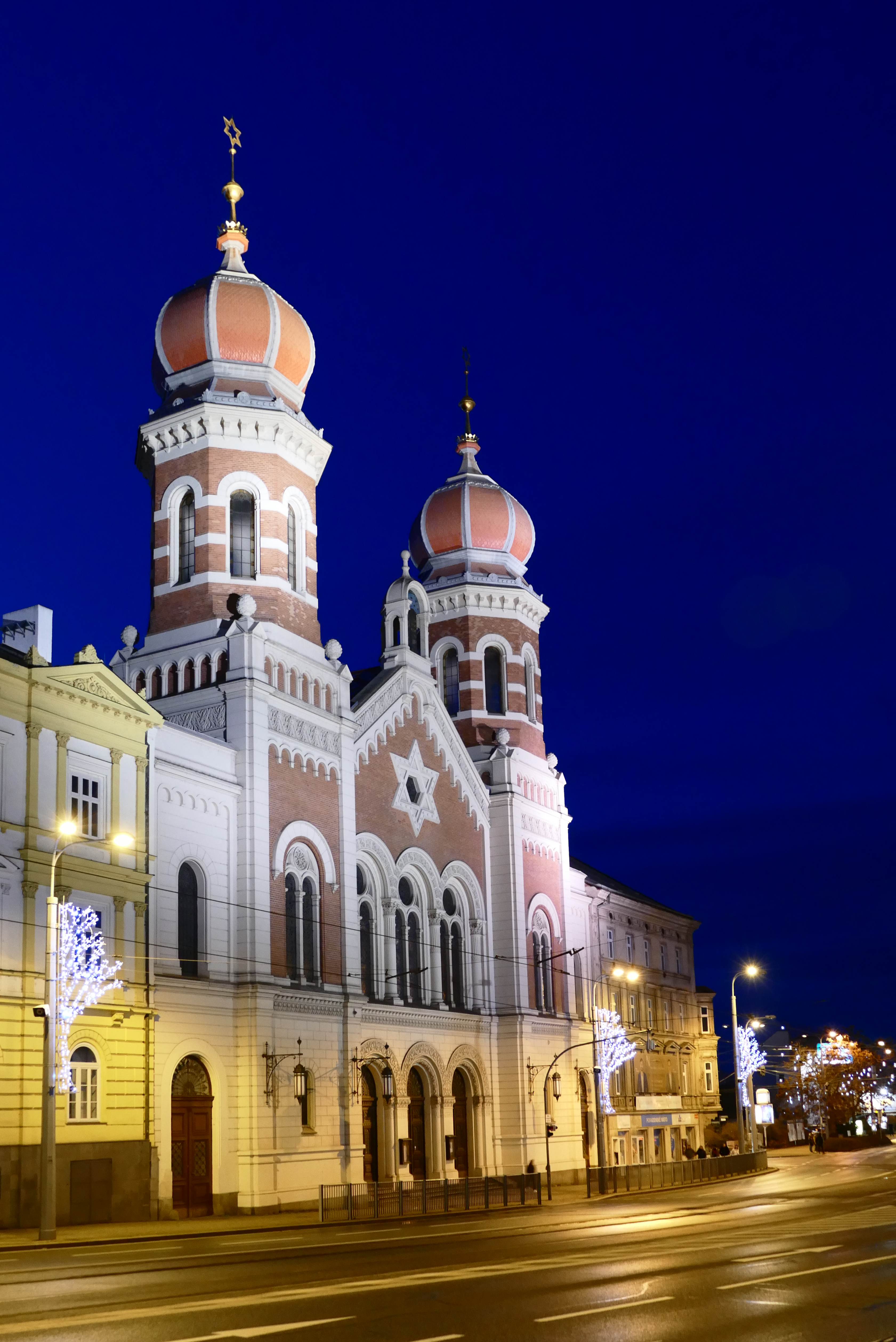
La sinagoga di notte